# Genre
Een genre [ʒɑ̃ʁ] (uitspraak: "zjanre" of "zjãre") is een stroming of categorie in de kunsten of amusementswereld waarin werken ingedeeld worden naar overeenkomstige eigenheid, zoals stijl of inhoud. Structurele elementen die de overhand hebben, of juist uitzonderlijke, afwijkende elementen kunnen bepalend zijn voor het indelen naar genre.

## Subgenre en mainstreamgenre
Een subgenre is een onderliggende genre. Vaak door een kleinere groep beoefend/aangehangen of meer elitair. Dit in tegenstelling tot een mainstreamgenre dat veel beoefenaars kent en/of een groot publiek bereikt. Als uitgegaan wordt van onderling verband, is er ook wel sprake van hoofdgenre en onderliggende genres.

## Soorten genres
- een beeldende-kunstgenre, zoals popart of modernisme
- een soort muziekstuk, zoals popmuziek, jazz, folk, blues, klassieke muziek; zie ook Lijst van muziekstijlen
- een literair genre, zoals de roman, het gedicht of toneelstuk verzonnen
- een hoorspelgenre, zoals het detectivehoorspel of een sciencefictionhoorspel
- een filmgenre, zoals de horrorfilm of de actiekomedie
- een televisiegenre, zoals soapserie of quizzen; zie ook Lijst van televisieprogramma's naar genre
- een computerspelgenre, zoals real-time strategy of first/third-person shooter
- een journalistiek genre, zoals het achtergrondartikel of het nieuwsbericht

- avant-garde, voorhoede in de kunsten

## Andere betekenissen
- een genrestuk is een schilderij dat het dagelijks leven uitbeeldt.